# Barilius
Barilius is een geslacht van straalvinnige vissen uit de familie van karpers (Cyprinidae).

## Soorten
- Barilius bakeri Day, 1865
- Barilius barila (Hamilton, 1822)
- Barilius barna (Hamilton, 1822)
- Barilius bendelisis (Hamilton, 1807)
- Barilius bernatziki Koumans, 1937
- Barilius bonarensis Chaudhuri, 1912
- Barilius borneensis Roberts, 1989
- Barilius canarensis (Jerdon, 1849)
- Barilius caudiocellatus Chu, 1984
- Barilius chatricensis Selim & Vishwanath, 2002
- Barilius dimorphicus Tilak & Husain, 1990
- Barilius dogarsinghi Hora, 1921
- Barilius evezardi Day, 1872
- Barilius gatensis (Valenciennes, 1844)
- Barilius huahinensis Fowler, 1934
- Barilius infrafasciatus Fowler, 1934
- Barilius lairokensis Arunkumar & Tombi Singh, 2000
- Barilius mesopotamicus Berg, 1932
- Barilius modestus Day, 1872
- Barilius naseeri Mirza, Rafiq & Awan, 1986
- Barilius nelsoni Barman, 1988
- Barilius ngawa Vishwanath & Manojkumar, 2002
- Barilius ornatus Sauvage, 1883
- Barilius pakistanicus Mirza & Sadi, 1978
- Barilius ponticulus (Smith, 1945)
- Barilius profundus Dishma & Vishwanath, 2012
- Barilius radiolatus Günther, 1868
- Barilius shacra (Hamilton, 1822)
- Barilius tileo (Hamilton, 1822)
- Barilius vagra (Hamilton, 1822)